# آدیلیت داولومبایف
آدیلیت داولومبایف (به روسی: Адилет Давлумбаев؛ زادهٔ ۶ فوریهٔ ۱۹۸۸) یک کشتی‌گیر اهل قزاقستان است.
از افتخارات وی می‌توان به کسب مدال برنز بازی‌های آسیایی ۲۰۱۸ اشاره کرد.